# 페가 페리도니
페가 페리도니(Pegah Ferydoni, 1983년 6월 25일 ~ )는 이란, 독일의 배우이다.

## 출연 작품
- 나와 너, 그리고 고양이 (2018)
- 베를린 호스티지 (2018)
- 300 월트 도이치 (2013)
- 더 그린 웨이브 (2010)
- 아일라 (2010)
- 남자 없는 여자 (2009)